# Ramoulu
Ramoulu település Franciaországban, Loiret megyében. Lakosainak száma 246 fő (2022. január 1.). Ramoulu Césarville-Dossainville, Aulnay-la-Rivière, Engenville, Estouy, Marsainvilliers és Le Malesherbois községekkel határos.

## Népesség
A település népessége az elmúlt években az alábbi módon változott:
| Lakosok száma | 211  | 196  | 200  | 246  | 264  | 254  | 251  | 250  | 250  | 246  |
|               | 1968 | 1982 | 1990 | 2006 | 2013 | 2015 | 2017 | 2019 | 2020 | 2022 |